# Michiel Jonckheere
Michiel Jonckheere (Ostenda, 3 gennaio 1990) è un allenatore di calcio ed ex calciatore belga, di ruolo centrocampista, tecnico del Kortrijk.